# Дербентский музей-заповедник
Дербентский государственный историко-архитектурный и археологический музей-заповедник — музейный комплекс, посвящённый истории Дербента, самого древнего города на территории России. Территория музея-заповедника вместе с охранными зонами составляет 2044 гектара, на ней сосредоточено более 250 (а по некоторым оценкам более 400) памятников истории и культуры. На территории музейного комплекса находится 25 памятников федерального значения, в том числе цитадель Нарын-Кала, включённая в 2003 году в список Всемирного наследия ЮНЕСКО.

## История создания
Краеведческий музей в Дербенте был создан в 1926 году. Его создателем стал Пётр Иванович Спасский, учитель химии в Дербентской школе № 1, увлечённый краеведением.
5 мая 1928 г. Президиум Дагестанского ЦИКа постановил «принять под особую охрану все памятники старины г. Дербента, как то: цитадель, стену на всем протяжении, кладбище Кырхляр в полном объеме, выдающиеся памятники на других кладбищах, землянку Петра Великого, дом, где жил поэт А. Бестужев-Марлинский и др.».
В 1934 г. музей получил статус муниципального.
В 1960 г. были созданы Дербентские научно-реставрационные мастерские, с 1971 г. музеем проводятся систематические археологические исследования.
В 1977 г. музей был преобразован в историко-архитектурный.
В 1989 г. создан Дербентский государственный историко-архитектурный и художественный музей-заповедник, возглавляемый в настоящее время (2020 год) В. В. Чесноковым.
В 2003 году в список Всемирного наследия ЮНЕСКО были внесены цитадель Нарын-Кала, древний город, в том числе Джума-мечеть VIII века, старейшая мечеть России, и крепостные сооружения Дербента, как выдающиеся памятники Сасанидской империи и последующих культур.

## Структура

### Музеи
- Архитектурный комплекс «Цитадель Нарын-Кала»

Каменные стены крепости были возведены в VI веке. На территории расположены архитектурные памятники, отражающие разные периоды развития Дербента: Ханская канцелярия (Комендантский дом, Диван-хана) XVlll века, Ханский дворец XVlll века, Гауптвахта (1828) (размещается картинная галерея «История Дербента в живописных полотнах», водохранилища прямоугольное и крестообразное (Vl—XVlll вв.), Крестово-купольный храм (lV—XVlll вв.), Ханская баня (XVl—XVlll вв.), подземная тюрьма — зиндан;
- Музей ковра и декоративно-прикладного искусства

Расположен в армяно-григорианском храме, памятнике архитектуры XlX века, построенном в 1860 году по проекту Габриэля Сундукяна. В музее экспонируются подлинные произведения народного декоративно-прикладного искусства. Открыт в 1982 году. В экспозиции, помимо ковров, представлены изделия из керамики и металла;
- Мемориальный дом-музей А. А. Бестужева-Марлинского

Был открыт 12 октября 1988 года в доме, где в 1830—1834 годах проживал ссыльный писатель и декабрист Александр Александрович Бестужев-Марлинский. Дом расположен в верхней части города и характерен для дербентской архитектуры конца XVIII — начала XIX веков. Был выкуплен для музея еще в 1941 году, но, в связи с начавшейся войной, тогда музей открыт не был. Экспозиция отражает дербентский период жизни и творчества писателя. В доме воссоздана обстановка того времени, в том числе с использованием подлинных предметов, служивших Бестужеву;
- Музей Боевой славы

Открылся в 1991 году. В 2015 году произошла полная реэкспозиция. В музее представлена постоянная выставка «Боевая Слава дербентцев», а также разделы, посвященные афганской и чеченским войнам;
- Музей «Природа Прикаспия»

Создан в 1993 году. В музее представлены флора и фауна Южного Дагестана, как обитатели суши, так и подводного мира Каспия; в том числе исчезающие виды;
- Музей культура и быта древнего Дербента

Работает с 1992 года в здании «Девичьей бани»;

### Структурно-планировочные зоны
- крепость Нарын-Кала;
- верхний «магальный» город;
- нижний «европейский» город;
- территория древних кладбищ;
- древняя гавань Дербента, примыкающие к ней прибрежная полоса и часть акватории Каспийского моря;
- ландшафтно-археологическая зона «Старый Дамаск»;
- трехкилометровая полоса вдоль древней стены Даг-Бары от крепости Нарын-Кала до Старой крепости на Джалганском хребте шириной в 500 метров[4].

### Памятники федерального значения
- Дербентский историко-архитектурный и художественный музей-заповедник

 Объект культурного наследия № 0500000153
- Цитадель «Нарын-Кала»

 Объект культурного наследия № 0510052000
- Северная стена

 Объект культурного наследия № 0510053000
- Южная стена

 Объект культурного наследия № 0510054000
- Бала-мечеть

 Объект культурного наследия № 0510071000
- Джума-мечеть

 Объект культурного наследия № 0510060000
- Мечеть с минаретом

 Объект культурного наследия № 0510059000
- Кирхляр-мечеть

 Объект культурного наследия № 0510061000
- Килиса-мечеть

 Объект культурного наследия № 0510056000
- Старинная восточная баня (мужская)

 Объект культурного наследия № 0510057000
- Старинная восточная баня (женская)

 Объект культурного наследия № 0510062000
- Девичья баня

 Объект культурного наследия № 0510072000
- Подземные водохранилища (два)

 Объект культурного наследия № 0510058000
 Объект культурного наследия № 0510070000
- Кладбище Джум-Джум

 Объект культурного наследия № 0510064000
- Кладбище Кирхляр

 Объект культурного наследия № 0510068000
- Мавзолей Дербентских ханов

 Объект культурного наследия № 0510069000
- Могила Эсфендиара

 Объект культурного наследия № 0510065000
- Дом, в котором жил в 1830—1834 гг. поэт-декабрист А. А. Бестужев-Марлинский

 Объект культурного наследия № 0510073000
- Великая Кавказская стена Даг-бары с замками и башнями

 Объект культурного наследия № 0510066000
- Церковь Покрова Пресвятой Богородицы

 Объект культурного наследия № 0500002720
- Армянская церковь

 Объект культурного наследия № 0510063000
- Армянское кладбище

 Объект культурного наследия № 0510074000
- Еврейская синагога «Келе-Нумаз»

 Объект культурного наследия № 0500002721
- Торговая площадь у Килиса-мечети

 Объект культурного наследия № 0500000151
- Родник Шехсалах

 Объект культурного наследия № 0510067000
- Маяк

 Объект культурного наследия № 0500000152
- Петровская роща и родник

 Объект культурного наследия № 0510055000.

## Фонды
Фонды музея насчитывают 8695 единиц хранения, в том числе 6425 предметов основного фонда. К наиболее ценным предметам относятся коллекция ковров и ковровых изделий (50 единиц хранения), коллекция золотошвейных изделий (10 единиц), коллекция нумизматики и предметов археологии (1500 единиц) и коллекция медно-чеканной посуды (50 единиц). Всего фонды насчитывают семь музейных коллекций: Экспонаты из драгметалла и драгоценных камней; Ковры и ковровые изделия, мягкий инвентарь; Нумизматика, ордена и медали; Железо, металл; Стекло, фарфор, керамика, камень; Экспонаты на бумажной основе; Предметы искусства.
Историю, культуру, традиции и обычаи народов Прикаспия, ценные сведения об истории Каспийского моря, его фауны и флоры через предметы быта, этнографии, изделия из драгметалла, оружие, фотографии, карты, атласы, денежные знаки и др. отражает коллекция капитана третьего ранга Каспийской флотилии Анатолия Юсуфовича Беньяминова, на основе которой развёрнута экспозиция в цитадели Нарын-Кала.
Нумизматическая коллекция содержит, в частности, монеты XII—XIV вв., найденные в Дербенте в результате земляных работ. Они чеканились в городе и принадлежат маликам Дербента: Музаффару, Бекбарсу, Абд-ал-Малику.
Имеются керамические сосуды XII—XIV веков из дербентских погребений, большое количество предметов медночеканного и деревянного производства дагестанских мастеров XVIII—XIX веков, изделия из драгоценных металлов и драгоценных камней, ковры, ковровые изделия, предметы этнографии и быта датируемые XVIII—XX веками.